# Szászcsávási Zenekar
A Szászcsávási Zenekar egy hagyományos cigányzenekar az erdélyi Szászcsávásról, akik 1967 óta játszanak rendszeresen együtt.

## Történet
A szászcsávási cigány zenészek több nemzedékre visszamenően a környék híres muzsikusai: bár a kórusnak nem tagjai, az énekeket ők is jól ismerik, és az átlagosnál zeneileg igényesebb közönségük a gyenge muzsikusokat nem tűri meg. Az erdélyi mérték szerint jómódú faluban a cigányok alkalmi mezőgazdasági munkából és téglavetésből tengődve külön telepen, cigánysoron élnek. A nyomorúságos körülmények közül való kiemelkedés egyetlen lehetősége a zenélés. A cigányok közül igen sokan játszanak valamilyen hangszeren: főleg vonóshangszeren, újabban tangóharmonikán, dobon, szaxofonon, elektromos orgonán is. A faluban ma is több zenekarra való zenész él. A vonóshangzás egy nemzedékkel korábban még általános volt az erdélyi népi tánczenében, amelyet a hozzá tartozó repertoárral együtt mára egyre jobban kiszorít az elektronikus zene.

## A zenekar felállása
Szászcsáváson egy vonószenekar alapvető felállása a hegedű-kontra-bőgő hármas. A hegedű a klasszikussal megegyező; a kontra az Erdélyben általános, egyenesre vágott pallójú a-d1-g hangolású brácsa, amelynek három húrja egyszerre szólal meg. A bőgőről az E húr hiányzik, csak az A, D, G húrokon játszanak. Húsz-harminc évvel ezelőtt a kontra helyett a prímkontrát használták. A prímkontra a hegedű áthangolásával készül, a1-d1-g húrjai szintén egyszerre szólalnak meg. Játékmódjára a kontránál alkalmazott, dúr hármashangzatokon alapuló harmóniakíséret mellett a hegedű által megszólaltatott dallam hangjainak kijátszására, vagy minél hűbb követésére való törekvés volt jellemző. Ma önmagában a hegedű kíséretére már nem használják, de alkalmanként, a kontra mellett kiegészítő hangszerként még igen. Régebben gyakran használták a mélyhúros kontrát az énekek kíséretéhez, és nem a tánchoz használták. A háromtagú alapfelállás kiegészülhet másik prímással és kontrással.

## Tagok
A Szászcsávási Zenekar magja Jámbor István „Dumnezeu” (született 1951) prímás; testvére, Csányi Mátyás „Mutis” (szül. 1953) bőgős; és sógoruk, Mezei Ferenc „Csángáló” (szül. 1951), a kontrás által alkotott együttes. Mindhárman „Csángáló” nagyapjától, a halála után harminc évvel is emlegetett híres prímás Horvát Mezei Ferenctől, a „Vén Kránci”-tól tanultak muzsikálni; őket egészítik ki a fiatalabbak: „Csángáló” unokatestvére, Mezei Levente „Leves” (1969-2017) prímás; Jámbor István és Csányi Mátyás öccse, Csányi Sándor „Cilika” (szül. 1959) prímás; és „Csángáló” fia, Jámbor Ferenc „Tocsila” (szül. 1970) kontrás. Fő hangszerükön kívül valamennyien jól játszanak a többi hangszeren is, és általában kiváló táncosok. Alapvetően a zenélésből élnek.

## Repertoár
A szászcsávási zenészek repertoárja rendkívül széles. Ennek egyik oka, hogy magyaroknak, románoknak, cigányoknak egyaránt muzsikálnak. A repertoár vidékenként és nemzetiségenként is eltér. Hagyomány Erdélyben, hogy ha a menyasszony és vőlegény egymástól távol eső faluból származik, akkor a kétféle vidékről való rokonság számára a lakodalomba két zenekart fogadnak meg. Így a szászcsávási zenészek gyakran eljutottak a Belső-Mezőség, Kelet-Mezőség távoli falvaiba is, bár ilyenkor néhány helyhez kötődő speciális dallamon (pl. menyasszonykísérőn) kívül csak saját vidékük táncait kell muzsikálniuk.
A szászcsávási zenészek legnagyobb érdeme az, hogy azt a hagyományos erdélyi vonós tánczenét játsszák, ami egykor még Erdély-szerte virágzott. A zenekar tagjai rendszeresen és folyamatosan zenélnek: szinte minden hétvégén lakodalom, közben egy-egy alkalmi muzsikálás, ha másért nem, hát saját örömükre.
- Sűrű verbunk (a Kis-Küküllő vidékén általános gyors tempójú férfitánc)
- Csárdás (fenthangsúlyos páros tánc, változó tempóval)
- Szökő (a csárdás gyorsabb változata)
- Lassú csárdás (egy lassabb változat házaspárok és öregek számára)
- Székely verbunk (egy férfitánc a Székelyföldről)
- Féloláhos (a lenthangsúlyos székelyföldi forgatós egyszerűbb helyi változata)
- Pontozó (a Magyarózd környéki magyarok szóló férfitánca)
- Szegényes (a pontozó lassabb formája)
- Öreges pontozó (a pontozó gyorsabb, speciális változata)

## Lemezek
- Muzică populară maghiară din Valea Târnavelor (Kis-Küküllő menti magyar népzene). Gyűjtötte és szerkesztette Pávai István. (LP, Electrecord EPE 03468 1989, Bukarest)
- Musique folklorique de Transylvanie (CD, Quintana, QUI903072 1992 Franciaország)
- Szászcsávás Band - Erdélyi népzene (CD, Thermal Comfort Kft 2BZAPG, 1996, Budapest)
- Szászcsávás Band 3 (CD, Thermal Comfort Kft. 3BZATH2, 1998, Budapest)
- Amit tudok (CD, Figurás Néptánc Együttes 1999, Bern, Svájc)
- Live in Chicago (CD, Thermal Comfort 4ALTHC3 Kft, 2000, Budapest)
- Cigány vagyok, árok partján születtem (CD, Dancsmarket Records DMR 120, 2008, Románia)

|  |  |  |
|  |  |  |

## Koncertek
- 2002. október 11-12. San Diego, Santa Ana
- 2002. szeptember 11. Kalifornia, The Hungarian Harvest Festival
- 2003. március 21. IV. Országos Maratoni Folk Hétvége
- 2003. július 13. Diósgyőr, XXIV. Kaláka Folkfesztivál
- 2003. július 27. – augusztus 3. Magyarlapád, VI. Maros és Kis-Küküllő menti Népzene és Néptánctábor
- 2004. november 6-8. Amszterdam, Budapest Nights - Mediawave Festvial Days
- 2005. július 21. XVI. Bálványosi Nyári Szabadegyetem és Diáktábor
- 2006. május 1. Komárom, Mediawave Fesztivál
- 2006. szeptember 15. Örökség Fesztivál – Pécsi Napok
- 2008. június 13. Diósgyőr, Borsodi Fonó
- 2008. július 19. Győr, MonarchiaFest és Kisalföldi Folklórfesztivál
- 2008. augusztus 2-9. Jászberény, XXVII. Nemzetközi Táncház és Tánctábor és Zenésztábor
- 2009. június 26. Szeged, VI. Martin György Országos Néptáncfesztivál
- 2009. július 26.-augusztus 2. XI. Kommandói Cigányfolklór tábor
- 2009. augusztus 6-9. Jászberény, XIX. Csángó Fesztivál
- 2009. szeptember 19. Budapest, Kobuci kert
- 2009. szeptember 19. Aradványpusztai Falunap
- 2009. december 10. Budapest, Uránia Mozi
- 2009. december 20. Sopron – Közreműködés a Muzsikás Együttes karácsonyi koncertjén
- 2009. december 21. Budapest, Művészetek Palotája – Közreműködés a Muzsikás Együttes karácsonyi koncertjén
- 2010. április 4-5. Hollókői Húsvéti Fesztivál
- 2010. május 11-12. Budapest Folk Fest
- 2010. május 25. XXI. Pécsi Folknapok
- 2010. június 11. Győr, koncert és táncház
- 2010. június 12. Mecsér, Ladikos Fesztivál
- 2010. július 10. Kőszeg
- 2010. július 14. Somló Hangja Fesztivál
- 2010. július 18. XVI. Székelyföldi Tánctábor
- 2010. július 25. XII. Kommandói Cigányfolklór tábor
- 2010. augusztus 7. Szentendre, Jazz és Folk est
- 2010. augusztus 6. Jászberényi Nyár – Vigadalmi Napok
- 2010. augusztus 8. VI. Szászcsávási Népzene és Néptánctábor

## Kritikák
- „A Szászcsávási Zenekart hallgatva igen nehéz megállapítani, mikor játszanak magyar és mikor cigányoknak való zenét. Aki nem kellő óvatossággal vagy szakértelemmel figyeli és meg akarja tanulni a szászcsávási és környékbeli táncokat, akár helyszíni élményei is könnyen félrevezethetik a magyar és cigányzene és táncfigurák elkülönítésében.”[2]
- „A »világhírű« jelző nem tekinthető túlzásnak, hiszen a zenészek a világ számos országában koncerteztek már: Szlovákiában, Szlovéniában, Németországban, Svájcban, Hollandiában, Belgiumban, az Egyesült Államokban és Japánban. Portréfilm is készült a zenekarról, melyet a 2003-as filmszemlén mutattak be A Szászcsávási Banda címmel.”[3]
- „A zenészek nyilvánvaló élvezete és erőteljes bemutatója átragadt a közönségre… A csárdást és a három ráadást jókedvűen, tapssal köszönték meg. (eredetiben: …the musicians obvious enjoyment and dynamic presentation transported the audience… The csardas dances and the three encores sent the audience into clapping spasms and delighted cheering.)”[4]

## Külső hivatkozások
- A Szászcsávási Zenekar honlapja
- Szászcsávás honlapja
- A Szászcsávási Zenekar a MySpace-en
- Szászcsávási zenekar - Székely verbunk
- Szászcsávási mahala
- Szászcsávási cigány pontozó
- Szászcsávási cigánytánc